# Andrey Makoveyev
Andreï Aleksandrovitch Makoveïev  - russe : Андрей Александрович Маковеев et en anglais : Andrey Makoveev, né le 16 octobre 1982 à Tobolsk, est un biathlète russe.

## Carrière
Il est double champion d'Europe junior en 2002, en sprint et relais.
Il démarre en Coupe du monde en 2005. Il obtient son premier podium individuel en mars 2007 (3e du sprint de Khanty-Mansiïsk), sa première et seule victoire en relais en décembre de la même année à Pokljuka et remporte sa première et seule victoire individuelle en 2012 à l'individuel de Nové Město na Moravě, grâce à un sans faute au tir. Il monte sur son septième et dernier podium en janvier 2013 au sprint de Ruhpolding.
Il se retire du biathlon durant l'été 2014.

## Palmarès

### Championnats du monde
| Épreuve / Édition               | Pyeong Chang 2009 | Khanty-Mansiïsk 2011 | Ruhpolding 2012 | Nove Mesto Na Morave 2013 |
| Sprint 7,5 km                   | 24e               | 4e                   | 33e             | —                         |
| Poursuite 10 km                 | 17e               | 17e                  | 19e             | —                         |
| Mass start 12,5 km              | 24e               | 7e                   | 28e             | —                         |
| Individuel 15 km                | —                 | —                    | —               | 56e                       |
| Relais 4 × 7,5 km masculin      |                   |                      | 6e              |                           |
| Relais 2 × 6 + 2 × 7,5 km mixte | —                 | —                    | —               | —                         |

### Coupe du monde
- Meilleur classement général : 11e en 2012.
- 7 podiums individuels, dont 1 victoire.
- 3 podiums en relais, dont 1 victoire.

#### Détail des victoires
| Édition / Épreuve | Sprint | Poursuite | Individuel           | Mass start | Total |
| 2011-2012         |        |           | Nové Město na Moravě |            | 1     |
| Total             | 0      | 0         | 1                    | 0          | 1     |

#### Classement général final par saison
| Année     | Classement général final |
| 2005-2006 | 52e                      |
| 2006-2007 | 43e                      |
| 2007-2008 | 20e                      |
| 2008-2009 | 28e                      |
| 2009-2010 | non classé               |
| 2010-2011 | 21e                      |
| 2011-2012 | 11e                      |
| 2012-2013 | 26e                      |
| 2013-2014 | 82e                      |

### Championnats du monde de biathlon d'été
- Médaille d'argent du relais mixte en 2010.
- Médaille de bronze de la poursuite en 2012.

### Championnats d'Europe junior
- Médaille d'or du sprint et du relais en 2002.
- Médaille de bronze du relais en 2003.

### Universiades
- Médaille d'or du sprint et de la poursuite en 2005.
- Médaille d'or du sprint, de la poursuite et de la mass start en 2007.
- Médaille de bronze du relais en 2007.

### IBU Cup
- 2 podiums, dont 1 victoire.